# ماكوتو سوكياما
ماكوتو سوگِياما (باليابانية: 杉山 誠) (17 مايو 1960 في فوجيدا في اليابان – )؛ هو لاعب كرة قدم ياباني سابق كان يلعب كمدافع.

## وصلات خارجية
- ماكوتو سوكياما على موقع الاتحاد الدولي (مؤرشف)  (الإنجليزية)
- ماكوتو سوكياما على موقع رابطة كرة القدم اليابانية للمحترفين (اليابانية)
- ماكوتو سوكياما على موقع قاعدة بيانات كرة القدم.إي يو (الإنجليزية)
- ماكوتو سوكياما على موقع عالم كرة القدم.نت (الإنجليزية)